# Peter Feteris
Peter Feteris (7 mei 1952 – 14 februari 2011) was een Nederlands voetballer.
De vleugelaanvaller Feteris speelde in de jeugd van Feyenoord. Op 1 oktober 1972 maakte hij zijn debuut in een thuiswedstrijd tegen FC Den Bosch. Hij kwam in het veld voor Joop van Daele. Hij speelde dat seizoen voornamelijk in het tweede elftal en kwam in totaal tot vier competitieduels in de hoofdmacht van Feyenoord.
In 1973 verruilde Feteris Feyenoord voor HFC Haarlem, waar hij onder coach Barry Hughes speelde. Van 1976 tot 1978 kwam hij uit voor FC Dordrecht in de Eerste divisie. In seizoen 1978/79 speelde Feteris voor Troyes AC in de Franse Ligue 2.